# Хатчинсон, Тим
Тимоти Хатчинсон Младший (родился 11 августа 1949 года) — американский политик-республиканец, лоббист и бывший сенатор США от штата Арканзас.

## Биография
Хатчинсон родился в Бентонвилле на северо-западе Арканзаса, в семье Джона Малкольма Хатчинсона-старшего (1907—1991) и Корал Вирджинии (Маунт) Хатчинсон (1912—1998). Он вырос на семейной ферме в соседнем Граветте. Он окончил со степенью бакалавра искусств Университет Боба Джонса и получил степень магистра политических наук в Университете Арканзаса (1990).
В настоящее время он является лоббистом и проживает в Александрии, штат Вирджиния. Он женат на Рэнди Фредхольм Хатчинсон, адвокате из Вашингтона, округ Колумбия. Он был первым республиканцем, избранным в сенат США в Арканзасе с 1879 года.

### Ранняя политическая карьера
Хатчинсон работал в Палате представителей Арканзаса, представляя часть Форт-Смита с 1985 по 1992 год. В 1992 году он баллотировался от республиканцев в 3-м избирательном округе Арканзаса. Он победил своего коллегу-республиканца, депутата штата Ричарда Л. Барклая из Роджерса. На всеобщих выборах он столкнулся с демократом Джоном ВанВинклем, адвокатом из Фейетвилля, и выиграл всего 7 500 голосов, то есть с перевесом в пять процентов. Своей победой он обязан 10 000 голосов в своем родном округе Бентон. Это был второй по величине округ из трех, один из самых республиканских округов на Юге, который Хаммершмидт представлял с января 1967 года.
Округ вернулся к своей форме в 1994 году, и Хатчинсон был переизбран с 63 процентами голосов.

### Сенатор США

#### Выборы 1996 г.
Хатчинсон баллотировался на место в Сенате, которое в 1996 году освободил популярный демократ Дэвид Прайор. Первоначально ведущим кандидатом от республиканцев был вице-губернатор Майк Хакаби. Однако, когда губернатор-демократ Джеймс Гай Такер подал в отставку после того, как был признан виновным в мошенничестве с использованием почты, Хакаби принял пост губернатора и выбыл из гонки Сената. Вскоре после этого вступил Хатчинсон и получил номинацию от республиканцев. На всеобщих выборах он встретился с генеральным прокурором штата Уинстоном Брайантом. Хатчинсон победил Брайанта на 53-47 % на выборах в Сенат, в основном за счет увеличения голосов в своем избирательном округе. Он стал первым сенатором-республиканцем от Арканзаса после Реконструкции и первым всенародно избранным.

#### Выборы 2002 г.
Хатчинсон столкнулся с Генеральным прокурором Арканзаса Марком Прайором, сыном Дэвида Прайора, в его предвыборной кампании 2002 года. За время своего пребывания на посту сенатора США Хатчинсон развелся со своей женой Донной, бывшей представительницей штата Арканзас, с которой прожила почти три десятилетия, и женился на своей помощнице в 2000 году. Хатчинсон отрицал какие-либо нарушения, а Прайор отказался делать этот вопрос предметом обсуждения в кампании, но широко разрекламированный развод существенно повредил популярности Хатчинсона. Хатчинсон проиграл Прайору с разницей в восемь очков, что сделало его единственным действующим республиканцем, проигравшим в том году. Джим Кит, кандидат от республиканской партии Арканзаса в 2010 году, до 2002 года руководил офисом Хатчинсона в Литл-Роке.

## Взгляды
Хатчинсон выступал против абортов, поддерживал снижение налогов, дерегулирование экономики, смертную казнь и поправку к Конституции, запрещающую сжигание флагов, выступал против однополых браков, против расширения законодательства о преступлениях на почве ненависти.

## Карьера после политики
Хатчинсон начал работать в юридической фирме Dickstein Shapiro в Вашингтоне, округ Колумбия, в январе 2003 года в качестве старшего советника. По состоянию на март 2016 года Хатчинсон занимает должность старшего директора в офисе Greenberg Traurig в Вашингтоне, округ Колумбия.